# Coupe d'Afrique du Nord de football 1947-1948
Navigation
Coupe AFN 1946-1947 Coupe AFN 1948-1949
Cet article traite de l'édition 1947-1948 de la Coupe d'Afrique du Nord de football. Il s'agit de la douzième édition de cette compétition qui se termine par la victoire du US Athlétique face au AS Saint-Eugène.
Ce sont deux équipes de la Ligue d'Alger et de la Ligue du Maroc qui se rencontrent en finale. Ces deux équipes sont respectivement le AS Saint-Eugène et la US Athlétique. La finale se termine par une victoire de l'US Athlétique sur le score de six buts à zéro.
L'US Athlétic remporte la compétition pour la toute première fois de son histoire et permet à sa ligue, la Ligue du Maroc d'obtenir trois titres dans la compétition depuis sa création.

## Parcours LAFA-Alger

### Premier tour
Les matchs de Premier tour se sont joués le Dimanche 31 août 1947.
|                                  | Club                       | Score       | Club                 | Lieu                  |
| -------------------------------- | -------------------------- | ----------- | -------------------- | --------------------- |
| 1                                | OM Saint-Eugène            | 1 – 0       | OM Ruisseau          | Alger                 |
| 2                                | Olympique Côte Turquoise   | 4 – 1       | ESM Algérois         | Saint Eugène          |
| 3                                | Olympique Birkhadem        | 4 – 2       | SC Jardin d'Essai    | Kouba                 |
| 4                                | JSM Algérois               | 2 – 1       | US Fort-de-l'Eau     | Maison-Carré          |
| 5                                | AS Montpensier             | 3 – 2 (a.p) | GS Rovigo            | Maison-Carré          |
| 6                                | US Ain Taya                | 0 – 0 (a.p) | FC Saoula            | Fort de l'Eau         |
| 7                                | Croissant Club Algérois    | 3 – 2 (a.p) | RC Arba              | Fort de l'Eau         |
| 8                                | RC Kouba                   | 1 – 0       | CA Paté              | El Biar               |
| 9                                | Alger la Blanche Olympique | 4 – 0       | ES Ben Aknoun        | El Biar               |
| 10                               | JS El Biar                 | 2 – 2       | ESM Koléa            | Douéra                |
| 11                               | SC Ménerville              | 4 – 2       | US Arba              | Fondouk               |
| 12                               | GSA Hydra                  | 1 – 0       | JS Birtoua           | Saoula                |
| 13                               | JS Alma                    | 7 – 1       | SS Bouzaréa          | Ain Taya              |
| 14                               | JS Kabylie                 | 5 – 3 (a.p) | JS Maison-Blanche    | Ménerville            |
| 15                               | US Algérois                | 2 – 0       | JS Bordj Menaïel     | Boufarik              |
| 16                               | SCM Blida                  | 3 – 1       | FCM Algérois         | Boufarik              |
| 17                               | SC Médéa                   | 2 – 0       | NA Hussein Dey       | Blida                 |
| 18                               | SC Affreville              | 1 – 1       | USM Maison-Carré     | Blida                 |
| 19                               | Olympique Affreville       | 2 – 1       | RC Ameur-El-Ain      | Attatba               |
| 20                               | US Sahel                   | 11 – 0      | Hilal Sportive Fouka | Castiglione           |
| 21                               | Olympique Littoral         | 4 – 1       | MS Cherchell         | Marengo               |
| 22                               | AS Gouraya                 | 1 – 0       | AS Attatba           | Marengo               |
| 23                               | O Médéa                    | 2 – 1       | AS Theniet El Had    | Affreville            |
| 24                               | NC El Affroun              | –           | US Oued Fodda        | Affreville            |
| 25                               | AS Azazga                  | 3 – 2       | AS Dellys            | Tizi Ouzou            |
| 26                               | US Aumale                  | 6 – 1       | RC Fondouk           | Bouira                |
| 27                               | WA Boufarik                | 3 – 1       | SC Miliana           | El Affroun            |
| Match rejoué le 7 Septembre 1947 |                            |             |                      |                       |
|                                  | RC Arba                    | 1 – 0       | Croissant Algérois   | Fort de l'Eau, 8h 00  |
|                                  | FC Saoula                  | 10 – 0      | ES Aïn Taya          | Fort de l'Eau, 10h 00 |
|                                  | USM Maison-Carré           | 2 – 0       | SC Affreville        | Blida, 13h 30         |

### Deuxième tour
Les matchs de Deuxième tour se sont joués le Dimanche 7 septembre 1947.
|              | Club                | Score       | Club                     | Lieu               |
| ------------ | ------------------- | ----------- | ------------------------ | ------------------ |
| 1            | GSA Hydra           | 2 – 0       | AS Douéra                | Alger, 8h          |
| 2            | SC Algérois         | 2 – 0       | RC Kouba                 | Saint Eugène, 8h   |
| 3            | AS Trèfle Algérois  | 3 – 1       | Olympique Côte Turquoise | El Biar, 13h30     |
| 4            | AS Kouba            | 1 – 0       | AS Montpensier           | El Biar, 15h30     |
| 5            | Olympique Marengo   | 3 – 0       | SC Ménerville            | Hydra, 13h30       |
| 6            | USM Alger           | 2 – 1       | SCU El Biar              | Hydra, 15h30       |
| 7            | Olympique Birkhadem | 2 – 0       | Cap-Matifou              | Maison-Carré, 8h30 |
| 8            | ES Zéralda          | 4 – 0       | JSM Algérois             | Guyotville, 15h    |
| 9            | AS Gouraya          | 2 – 1       | US Aïn Taya              | Castiglione, 15h   |
| 10           | Olympique Littoral  | 5 – 1       | Mouloudia El-Affroun     | Marengo, 13h30     |
| 11           | ECS Cherchell       | 3 – 2       | US Sahel                 | Marengo, 15h30     |
| 12           | WA Boufarik         | 1 – 0       | ASPTT Alger              | Birtouta, 15h      |
| 13           | Olympique Rouiba    | ? – ?       | JS Alma                  | Aïn Taya, 15h      |
| 14           | O Médéa             | 2 – 1       | US Blida                 | El Affroun, 13h30  |
| 15           | SC Médéa            | 0 – 0 (a.p) | SCM Blida                | El Affroun, 15h30  |
| 16           | O Tizi-Ouzou        | 3 – 0       | RAS Algérois             | Ménerville, 13h30  |
| 17           | Bouira AC           | 3 – 2 (a.p) | SA Belcourt              | Ménerville, 15h30  |
| 18           | JS Kabylie          | 4 – 0       | AS Rivet                 | Aux Issers, 15h    |
| 19           | SO Berrouaghia      | 3 – 1       | ESM Koléa                | Médéa, 15h         |
| 20           | Stade Guyotville    | 3 – 0       | Olympique Affreville     | Blida, 15h30       |
| 21           | US Aumale           | 2 – 1       | JS Azazga                | Bouira, 15h        |
| 22           | USM Maison-Carré    | 4 – 0       | OM Saint-Eugène          | Fort de l'Eau      |
| 23           | RC Arba             | 2 – 0       | ES Ben Aknoun            | Fort de l'Eau      |
| 24           | FC Saoula           | 2 – 1       | US Algérois              | Fort de l'Eau      |
| Match rejoué |                     |             |                          |                    |
|              | SC Médéa            | 2 – 1       | SCM Blida                | El Affroun         |

- NOTE: disqualification de la JSK à la suite de réserves émises par l'AS Rivet, pour avoir fait jouer un joueur de licence B (équipe réserve) en équipe première. Le quota ayant déjà été atteint, la commission de discipline de la ligue donne match perdu pour la JSK, malgré sa large victoire.

### Troisième tour
Les matchs de Troisième tour se sont joués le Dimanche 28 septembre 1947.
|    | Club               | Score | Club                | Lieu             |
| -- | ------------------ | ----- | ------------------- | ---------------- |
| 1  | GSA Hydra          | 7 – 0 | Olympique Rouiba    | Alger, 13h30     |
| 2  | O Tizi-Ouzou       | 1 – 0 | Stade Guyotville    | Alger, 15h30     |
| 3  | RC Arba            | 2 – 0 | FC Saoula           | Saint Eugène, 9h |
| 4  | SC Algérois        | 2 – 1 | Olympique Birkhadem | El Biar, 15h     |
| 5  | AS Rivet           | 1 – 0 | AS Kouba            | Fort de l'Eau    |
| 6  | ES Zéralda         | 5 – 2 | SC Médéa            | Boufarik, 15h    |
| 7  | Olympique Marengo  | 7 – 0 | SO Berrouaghia      | Blida, 13h30     |
| 8  | ASPTT Alger        | 3 – 0 | Olympique Littoral  | Blida, 15h30     |
| 9  | O Médéa            | 3 – 0 | ECS Cherchell       | El Affroun, 15h  |
| 10 | AS Trèfle Algérois | 4 – 0 | AS Gouraya          | Marengo, 15h     |
| 11 | USM Alger          | 4 – 0 | Bouira AC           | Palestro, 13h30  |
| 12 | USM Maison-Carré   | 3 – 0 | US Algérois         | Palestro, 15h30  |

- NOTE: disqualification de l'ASPTT

### Quatrième tour
Les matchs de quatrième tour se sont joués le Dimanche 26 octobre 1947.
|                                                             | Club                    | Score       | Club               | Lieu          |
| ----------------------------------------------------------- | ----------------------- | ----------- | ------------------ | ------------- |
| 1                                                           | ASPTT Alger             | 4 – 3       | MC Alger           | Alger         |
| 2                                                           | RS Alger                | 1 – 0       | GS Alger           | Alger         |
| 3                                                           | AS Trèfle Algérois      | 3 – 2       | GSA Hydra          | Saint Eugène  |
| 4                                                           | Stade Guyotville        | 1 – 0       | USM Blida          | Saint Eugène  |
| 5                                                           | FC Blida                | 3 – 2       | RU Alger           | Boufarik      |
| 6                                                           | AS Boufarik             | 1 – 1       | RC Arba            | Maison-Carré  |
| 7                                                           | RC Maison-Carré         | 3 – 1 (a.p) | AS Rivet           | Fort de l'Eau |
| 8                                                           | AS Saint-Eugène         | 2 – 0       | O Médéa            | Blida         |
| 9                                                           | US Ouest Mitidja        | 3 – 1       | GS Orléansville    | Blida         |
| 10                                                          | SC Algérois             | 3 – 2       | Olympique Marengo  | Castiglione   |
| 11                                                          | USM Alger               | 3 – 1       | ES Zéralda         | Guyotville    |
| 12                                                          | Olympique d'Hussein-Dey | 1 – 0       | USM Maison-Carré   |               |
| Match rejoué 9 novembre 1947                                |                         |             |                    |               |
|                                                             | AS Boufarik             | 2 – 0       | RC Arba            |               |
| Match joué 11 novembre 1947                                 |                         |             |                    |               |
|                                                             | WA Boufarik             | 3 – 1       | Olympique Littoral |               |
| Match rejoué 16 novembre 1947 (disqualification de l'ASPTT) |                         |             |                    |               |
|                                                             | MC Alger                | 4 – 3       | WA Boufarik        | Alger         |

- NOTE: 30.10.1947 Le WA Boufarik éliminé au 2e tour sur tapis vert par l'ASPTT, réserves sur les joueurs Bouricha et Benelfoul, a été rétabli dans son droit et déclaré qualifié après l'appel introduit, de ce fait le MCA a été autorisé à re-disputer ce tour le 16.11.1947 contre le vainqueur du match à rejouer WAB-Olympique Littoral, pour rappel ce dernier a été éliminé par l'AS PTT au 3e tour.

### Cinquième tour
Les matchs de cinquième tour se sont joués le Dimanche 7 décembre 1947.
|                             | Club                    | Score       | Club               | Lieu         |
| --------------------------- | ----------------------- | ----------- | ------------------ | ------------ |
| 1                           | MC Alger                | 1 – 0       | Stade Guyotville   | Alger        |
| 2                           | Olympique d'Hussein-Dey | 3 – 2 (a.p) | RC Maison-Carré    | Alger        |
| 3                           | USM Alger               | 1 – 0       | SC Algérois        | Saint Eugène |
| 4                           | RS Alger                | 2 – 2       | AS Boufarik        | Saint Eugène |
| 5                           | AS Saint-Eugène         | 2 – 0       | US Ouest Mitidja   | Boufarik     |
| 6                           | FC Blida                | 1 – 0       | AS Trèfle Algérois | Blida        |
| Match rejoué 4 janvier 1948 |                         |             |                    |              |
|                             | AS Boufarik             | 4 – 1       | RS Alger           | Blida        |

### Sixième tour
Les matchs de sixième tour se sont joués le Dimanche 4 janvier 1948.
|                            | Club                    | Score | Club        | Buteurs                    | Lieu             |
| -------------------------- | ----------------------- | ----- | ----------- | -------------------------- | ---------------- |
| 1                          | MC Alger                | 2 – 0 | USM Alger   | Hahad 49e, El Mehdaoui 64e | Municipal, Alger |
| 2                          | AS Saint-Eugène         | 2 – 0 | FC Blida    |                            | Boufarik         |
| Match joué 11 janvier 1948 |                         |       |             |                            |                  |
| 3                          | Olympique d'Hussein-Dey | 2 – 0 | AS Boufarik |                            | Alger            |

| Titulaires : |  |
| |  |
| (Maillot) 1. Abtouche Mansour 2. Hamoutène Hassen 3. Smaïl Khabatou 4. Bouzera Abdelkader dit "Abdelaoui" 5. Tadjet Mohamed 6. Hamid Benhamou 7. Aït Saâda Mohamed 8. El Madaoui Hocine 9. Hahed Omar 10. Kouar Sidi Ahmed 11. Deguigui Abderrahmane |  |
| Entraîneur : |  |
| Henri Ozenne |  |

| Titulaires : |  |
| |  |
| (Maillot) 1. Zitouni 2. Hamdi 3. Chaouane I 4. Ouaguenouni I 5. Ouaguenouni II 6. Benhaddad 7. Elkamal 8. Chaouane II 9. Zouaoui 10. Bedarène 11. Djaknoun |  |

| Titulaires : |  |
| |  |
| (Maillot) 1. Abtouche Mansour 2. Hamoutène Hassen 3. Smaïl Khabatou 4. Bouzera Abdelkader dit "Abdelaoui" 5. Tadjet Mohamed 6. Hamid Benhamou 7. Aït Saâda Mohamed 8. El Madaoui Hocine 9. Hahed Omar 10. Kouar Sidi Ahmed 11. Deguigui Abderrahmane |  |
| Entraîneur : |  |
| Henri Ozenne |  |

| Titulaires : |  |
| |  |
| (Maillot) 1. Zitouni 2. Hamdi 3. Chaouane I 4. Ouaguenouni I 5. Ouaguenouni II 6. Benhaddad 7. Elkamal 8. Chaouane II 9. Zouaoui 10. Bedarène 11. Djaknoun |  |

| Titulaires : |  |
|              |  |
| (Maillot)    |  |

| Titulaires : |  |
|              |  |
| (Maillot)    |  |

| Titulaires : |  |
|              |  |
| (Maillot)    |  |

| Titulaires : |  |
|              |  |
| (Maillot)    |  |

| Titulaires : |  |
|              |  |
| (Maillot)    |  |

| Titulaires : |  |
|              |  |
| (Maillot)    |  |

| Titulaires : |  |
|              |  |
| (Maillot)    |  |

| Titulaires : |  |
|              |  |
| (Maillot)    |  |

## Parcours LOFA-Oran

### Premier tour
Les matchs se sont joués le Dimanche 7 septembre 1947,:
|    | Date | Club                         | Score   | Club                          | Lieu                |
| -- | ---- | ---------------------------- | ------- | ----------------------------- | ------------------- |
| 1  |      | GC Mascara                   | 5 - 1   | SC Sigois                     | Municipal / Mascara |
| 2  |      | RCM Relizane                 | 3 - 2   | JS Ain El Turck               | Relizane            |
| 3  |      | Perrégaux GS                 | 7 - 1   | JS Delmonte                   | Perrégaux           |
| 4  |      | Saint-Louis Sportive Oranais | 4 - 1   | Brillant Medioni Sportif Oran | Oran                |
| 5  |      | JS Saint-Eugène              | 4 - 2   | GC Bel-Abbès                  |                     |
| 6  |      | US Arsenal Oran              | forfait | AS Montgolfier                |                     |
| 7  |      | SC Choupot                   | 5 - 3   | JOSLO                         | Oran                |
| 8  |      | AS Eckmühl                   | forfait | CS Béni Saf                   |                     |
| 9  |      | FC Chollet                   | 1 - 0   | USPTT Oran                    |                     |
| 10 |      | US Manutention (Oran)        | forfait | CS Bou Sfer                   |                     |
| 11 |      | Liberté Club Saint-Pierre    | 5 - 2   | AS Tassin                     | Oran                |
| 12 |      | AS Musulman                  | forfait | Relizanaise                   |                     |
| 13 |      | Espérance Musulman Oran      | 2 - 0   | JS Franco-Arabe Bel-Abbès     |                     |
| 14 |      | USCC Témouchent              | forfait | SC Lourmel                    |                     |
| 15 |      | JS Er-Rahel                  | 3 - 1   | SSEP Mascara                  | Municipal / Mascara |
| 16 |      | MC Oran                      | 4 - 2   | US Hammam Bou Hadjar          | Hammam Bou Hadjar   |
| 17 |      | SC Lamur                     | forfait | JS Saint-Charles Mostaganem   | Mostaganem          |

### Deuxième tour
Les matchs se sont joués le Dimanche 5 octobre 1947,:
|    | Date | Club                         | Score     | Club                      | Lieu           |
| -- | ---- | ---------------------------- | --------- | ------------------------- | -------------- |
| 1  |      | JSM Tlemcen                  | 9 - 0     | Victoria Club d'Oran      |                |
| 2  |      | Perrégaux GS                 | 6 - 0     | JS Saint-Eugène           | Perrégaux      |
| 3  |      | USCC Témouchent              | 5 - 0     | SC Lourmel                | Ain Témouchent |
| 4  |      | USM Bel Abbès                | 5 - 1     | US Arsenal Oran           |                |
| 5  |      | Saint-Louis Sportive Oranais | 3 - 0     | AS Eckmühl                |                |
| 6  |      | JS Er-Rahel                  | 2 - 0     | CS Guiard                 |                |
| 7  |      | CC Sig                       | 3 - 1     | Liberté Club Saint-Pierre | Sig            |
| 8  |      | FC Choullet                  | 2 - 0     | US Manutention            |                |
| 9  |      | RCM Relizane                 | 1 - 0     | SC Lamur                  | Mers-el-Kebir  |
| 10 |      | ES Mostaganem                | 2 - 1 a.p | GS Tiaret                 |                |
| 11 |      | MC Oran                      | 2 - 1     | SC Choupot                |                |
| 12 |      | US Laferrière                | 3 - 2 a.p | AS Musulman               |                |

| Titulaires : |  |
| |  |
| (Maillot) 1. Mekki 2. Djiroune 3. Denord 4. Nourine 5. Bektira 6. Bourrad 7. Benmeddah 8. Bahloul 9. Hézil 10. Kobibi 11. Safa |  |

| Titulaires : |  |
| |  |
| (Maillot) 1. Martinez.A 2. Domingo 3. Hara 4. Erussa 5. Martinez.F 6. Dégéa 7. Martinez.E 8. Fort 9. Martinez.Th 10. Sanchez 11. Bérenguer |  |

| Titulaires : |  |
| |  |
| (Maillot) 1. Mekki 2. Djiroune 3. Denord 4. Nourine 5. Bektira 6. Bourrad 7. Benmeddah 8. Bahloul 9. Hézil 10. Kobibi 11. Safa |  |

| Titulaires : |  |
| |  |
| (Maillot) 1. Martinez.A 2. Domingo 3. Hara 4. Erussa 5. Martinez.F 6. Dégéa 7. Martinez.E 8. Fort 9. Martinez.Th 10. Sanchez 11. Bérenguer |  |

| Titulaires : |  |
| |  |
| (Maillot) 1. Megueci 2. Mokhfi 3. Bessol Mohamed 4. Djabeur Mohamed 5. Yatim Mohamed 6. Touha Kada 7. Yahiaoui Mohamed dit "Salem" 8. Benali 9. Abderrahmane 10. Khelifa 11. Merah |  |

| Titulaires : |  |
| |  |
| (Maillot) 1. Picard 2. Diperi 3. Sempéré 4. Urguijo 5. Vidal 6. Galéra 7. Baroudi 8. Martinez 9. Tortosa 10. Sanchez 11. Baranco |  |

| Titulaires : |  |
| |  |
| (Maillot) 1. Megueci 2. Mokhfi 3. Bessol Mohamed 4. Djabeur Mohamed 5. Yatim Mohamed 6. Touha Kada 7. Yahiaoui Mohamed dit "Salem" 8. Benali 9. Abderrahmane 10. Khelifa 11. Merah |  |

| Titulaires : |  |
| |  |
| (Maillot) 1. Picard 2. Diperi 3. Sempéré 4. Urguijo 5. Vidal 6. Galéra 7. Baroudi 8. Martinez 9. Tortosa 10. Sanchez 11. Baranco |  |

| Titulaires : |  |
| |  |
| (Maillot) 1. Urban 2. Hadjlazare 3. Montero 4. Garcia 5. Gérardo 6. Alberto 7. Gomez 8. Pasqual.R 9. Ufarté 10. Pasqual.S 11. Belouenza |  |

| Titulaires : |  |
| |  |
| (Maillot) 1. Mongeot 2. Valdivieso.A 3. Galera 4. Valdivieso.E 5. Kessas 6. Pomares 7. Cortès 8. Berkane 9. Vera 10. Nunez 11. Navarro |  |

| Titulaires : |  |
| |  |
| (Maillot) 1. Urban 2. Hadjlazare 3. Montero 4. Garcia 5. Gérardo 6. Alberto 7. Gomez 8. Pasqual.R 9. Ufarté 10. Pasqual.S 11. Belouenza |  |

| Titulaires : |  |
| |  |
| (Maillot) 1. Mongeot 2. Valdivieso.A 3. Galera 4. Valdivieso.E 5. Kessas 6. Pomares 7. Cortès 8. Berkane 9. Vera 10. Nunez 11. Navarro |  |

### Troisième tour
Les matchs se sont joués le Dimanche 1er novembre 1947 ,:
|    | Date | Club            | Score | Club                  | Lieu                 |
| -- | ---- | --------------- | ----- | --------------------- | -------------------- |
| 1  |      | GC Mascara      | 3 - 0 | JSM Tiaret            | Tiaret               |
| 2  |      | USCC Témouchent | 8 - 0 | Red Star Club Oranais | Stade de l'ASE /Oran |
| 3  |      | EM Oran         | 3 - 2 | CC Sig                | Stade Gay /Oran      |
| 4  |      | ...             | -     | ...                   |                      |
| 5  |      | ...             | -     | ...                   |                      |
| 6  |      | ...             | -     | ...                   |                      |
| 7  |      | ...             | -     | ...                   |                      |
| 8  |      | ...             | -     | ...                   |                      |
| 9  |      | ...             | -     | ...                   |                      |
| 10 |      | ...             | -     | ...                   |                      |
| 11 |      | ...             | -     | ...                   |                      |
| 12 |      | ...             | -     | ...                   |                      |

### Quatrième tour
Les matchs se sont joués le Dimanche 16 novembre 1947,
|                            | Date        | Club          | Score | Club                         | Lieu                         |
| -------------------------- | ----------- | ------------- | ----- | ---------------------------- | ---------------------------- |
| 1                          |             | GC Mascara    | 1 - 0 | la Marsa                     | Mascara                      |
| 2                          |             | GC Oran       | 2 - 1 | FC Choullet                  | Stade Tir au pistolet / Oran |
| 3                          |             | IS Mostaganem | 4 - 1 | Saint-Louis Sportive Oranais | Stade Gay/ Oran              |
| 4                          |             | ASM Oran      | 3 - 1 | USM Bel Abbès                | Bel Abbès                    |
| 5                          |             | GC Saïda      | 2 - 1 | USCC Témouchent              | Ain Témouchent               |
| 6                          |             | FC Oran       | 2 - 1 | US Laferrière                | Laferrière                   |
| 7                          |             | USFA Tlemcen  | 4 - 0 | RCM Relizane                 | Tlemcen                      |
| 8                          |             | CDJ Oran      | 1 - 0 | JSM Tlemcen                  | Tlemcen                      |
| 9                          |             | SC Bel-Abbès  | 3 - 0 | MC Oran                      | Bel-Abbès                    |
| 10                         |             | CAL Oran      | 2 - 1 | JS Er-Rahel                  | Er-Rahel                     |
| 11                         |             | USM Oran      | 2 - 2 | ES Mostaganem                | Mostaganem                   |
| 12                         | 21 décembre | AGS Mascara   | 3 - 0 | EM Oran                      |                              |
| Match rejoué le 7 décembre |             |               |       |                              |                              |
|                            |             | USM Oran      | 2 - 1 | ES Mostaganem                | Oran                         |

| Titulaires : |  |
| |  |
| (Maillot) 1. Benchaa 2. Bendjahen 3. Mokhtari 4. Berranis 5. Bekkischaa 6. Abdelkader 7. Gouni 8. Aoumeur Miloud 9. Khechache 10. Benfréha 11. Abdelnebi |  |

| Titulaires : |  |
| |  |
| (Maillot) 1. Belhocine 2. Boukiffa 3. Bouziane 4. Bensaïd 5. Bouarrène 6. Saïd 7. Dkaï 8. Rezoug 9. Benmokhtar 10. Benaïssa 11. Bouaza |  |

| Titulaires : |  |
| |  |
| (Maillot) 1. Benchaa 2. Bendjahen 3. Mokhtari 4. Berranis 5. Bekkischaa 6. Abdelkader 7. Gouni 8. Aoumeur Miloud 9. Khechache 10. Benfréha 11. Abdelnebi |  |

| Titulaires : |  |
| |  |
| (Maillot) 1. Belhocine 2. Boukiffa 3. Bouziane 4. Bensaïd 5. Bouarrène 6. Saïd 7. Dkaï 8. Rezoug 9. Benmokhtar 10. Benaïssa 11. Bouaza |  |

### Cinquième tour
Les matchs se sont joués le Dimanche 7 décembre 1948,,.
|   | Date        | Club             | Score     | Club         | Lieu                   |
| - | ----------- | ---------------- | --------- | ------------ | ---------------------- |
| 1 | 7 décembre  | CAL Oran         | 1 - 0     | CDJ Oran     | Oran                   |
| 2 | 21 décembre | AS Marine d'Oran | 3 - 1     | USFA Tlemcen | Tlemcen                |
| 4 | 21 décembre | IS Mostaganem    | 2 - 1     | GC Saïda     | Saïda                  |
| 3 | 21 décembre | SC Bel-Abbès     | 3 - 1     | GC Oran      | Paul André / Bel-Abbès |
| 5 | 03 janvier  | USM Oran         | 2 - 1 a.p | FC Oran      | Delmonte / Oran        |
| 6 | 03 janvier  | GC Mascara       | 2 - 0     | AGS Mascara  | Montréal / Oran        |

| Titulaires : |  |
| |  |
| (Maillot) 1. Emil Vitalis 2. Youssef Nekrouf dit "Ledjrab" 3. Abdelkader Mekkioui 4. Djaker Benaoumeur "Djaker I" 5. Ahmed Khedir dit "Hopa" 6. Khitri Ahmed 7. Kerrouche Boualem 8. Djaker Nehari "Djaker II" 9. Belfrak Abdelkader dit "Gaucher" 10. Sadek Lagha 11. Boukhodmi Djelloul |  |
| Entraîneur : |  |
| Meflah Aoued |  |

| Titulaires : |  |
| |  |
| (Maillot) 1. Jorro Louis 2. Selbe 3. Lopez dit "Zizou" 4. Garbès Jean 5. Albertini Charly 6. Gluais Robert 7. Rueda Gilbert dit "Rueda II" 8. Martinez Alphonse 9. Rueda Ange dit "Rueda I" 10. Quilès Raymond 11. Alquier Louis |  |
| Entraîneur : |  |
| Vincent Galland |  |

| Titulaires : |  |
| |  |
| (Maillot) 1. Emil Vitalis 2. Youssef Nekrouf dit "Ledjrab" 3. Abdelkader Mekkioui 4. Djaker Benaoumeur "Djaker I" 5. Ahmed Khedir dit "Hopa" 6. Khitri Ahmed 7. Kerrouche Boualem 8. Djaker Nehari "Djaker II" 9. Belfrak Abdelkader dit "Gaucher" 10. Sadek Lagha 11. Boukhodmi Djelloul |  |
| Entraîneur : |  |
| Meflah Aoued |  |

| Titulaires : |  |
| |  |
| (Maillot) 1. Jorro Louis 2. Selbe 3. Lopez dit "Zizou" 4. Garbès Jean 5. Albertini Charly 6. Gluais Robert 7. Rueda Gilbert dit "Rueda II" 8. Martinez Alphonse 9. Rueda Ange dit "Rueda I" 10. Quilès Raymond 11. Alquier Louis |  |
| Entraîneur : |  |
| Vincent Galland |  |

### Sixième tour
Les matchs se sont joués le Dimanche 3 janvier 1948,,,,,:
|                            | Date       | Club         | Score | Club             | Lieu                |
| -------------------------- | ---------- | ------------ | ----- | ---------------- | ------------------- |
| 2                          |            | SC Bel-Abbès | 3 - 0 | IS Mostaganem    | Mostaganem          |
| 3                          |            | CAL Oran     | 1 - 1 | AS Marine d'Oran | Montréal/ Oran      |
| 1                          | 18 janvier | GC Mascara   | 4 - 2 | USM Oran         | Municipal / Mascara |
| Match rejoué le 18 janvier |            |              |       |                  |                     |
|                            |            | CAL Oran     | 1 - 1 | AS Marine d'Oran | Montréal/ Oran      |
| Match rejoué le 24 janvier |            |              |       |                  |                     |
|                            |            | CAL Oran     | 3 - 0 | AS Marine d'Oran | Montréal/ Oran      |

| Titulaires :              |  |
|                           |  |
| (Maillot Blancs) 1. Moyal |  |

| Titulaires :                 |  |
|                              |  |
| (Maillot Rouge) 1. Stambouli |  |

| Titulaires :              |  |
|                           |  |
| (Maillot Blancs) 1. Moyal |  |

| Titulaires :                 |  |
|                              |  |
| (Maillot Rouge) 1. Stambouli |  |

| Titulaires : |  |
| |  |
| (Maillot) 1. Emil Vitalis 2. Abdelkader Mekkioui 3. Youssef Nekrouf dit "Ledjrab" 4. Djaker Benaoumeur "Djaker I" 5. Ahmed Khedir dit "Hopa" 6. Khitri Ahmed 7. Kerrouche Boualem 8. Djaker Nehari "Djaker II" 9. Belfrak Abdelkader dit "Gaucher" 10. Sadek Lagha 11. Boukhodmi Djelloul |  |
| Entraîneur : |  |
| Meflah Aoued |  |

| Titulaires : |  |
| |  |
| (Maillot) 1. Bouameur Arroumia 2. Mokhtari 3. Kouider Bendjahène 4. Aoumeur 5. Kacem 6. Ali Serradj 7. Benarba 8. Benfréha 9. Lahouari Tekkouk 10. Souilem Gnaoui 11. Abdenbi |  |

| Titulaires : |  |
| |  |
| (Maillot) 1. Emil Vitalis 2. Abdelkader Mekkioui 3. Youssef Nekrouf dit "Ledjrab" 4. Djaker Benaoumeur "Djaker I" 5. Ahmed Khedir dit "Hopa" 6. Khitri Ahmed 7. Kerrouche Boualem 8. Djaker Nehari "Djaker II" 9. Belfrak Abdelkader dit "Gaucher" 10. Sadek Lagha 11. Boukhodmi Djelloul |  |
| Entraîneur : |  |
| Meflah Aoued |  |

| Titulaires : |  |
| |  |
| (Maillot) 1. Bouameur Arroumia 2. Mokhtari 3. Kouider Bendjahène 4. Aoumeur 5. Kacem 6. Ali Serradj 7. Benarba 8. Benfréha 9. Lahouari Tekkouk 10. Souilem Gnaoui 11. Abdenbi |  |

| Titulaires : |  |
| |  |
| (Maillot) 1. Matex 2. Canizarès.A 3. Canizarès.F 4. Santos 5. Ramon 6. Cuevas 7. Lavila 8. Gimenez 9. Pujalte 10. Pamiès 11. Garcia |  |

| Titulaires : |  |
| |  |
| (Maillot) 1. Michel Padilla 2. Valverdé 3. Vidal 4. Planellès 5. Gomez 6. Georges Vivès 7. Caravano 8. Cunéo 9. André Philippot 10. Chibani 11. Tripiarna |  |

| Titulaires : |  |
| |  |
| (Maillot) 1. Matex 2. Canizarès.A 3. Canizarès.F 4. Santos 5. Ramon 6. Cuevas 7. Lavila 8. Gimenez 9. Pujalte 10. Pamiès 11. Garcia |  |

| Titulaires : |  |
| |  |
| (Maillot) 1. Michel Padilla 2. Valverdé 3. Vidal 4. Planellès 5. Gomez 6. Georges Vivès 7. Caravano 8. Cunéo 9. André Philippot 10. Chibani 11. Tripiarna |  |

## Parcours des finalistes

### Huitième de finale
- le 7 mars 1948[19]:

|   | Date | Club                    | Score     | Club              | Lieu       |
| - | ---- | ----------------------- | --------- | ----------------- | ---------- |
| 1 |      | SA Marrakech            | 2 - 1 a.p | GC Mascara        | Marrakech  |
| 2 |      | ASPTT Casablanca        | 0 - 3     | AS Saint-Eugène   | Casablanca |
| 3 |      | SC Bel-Abbès            | 0 - 1     | JSM Philippeville | Bel-Abbès  |
| 4 |      | CAL Oran                | 0 - 2     | CS Hammam Lif     | Oran       |
| 5 |      | USM Bône                | 0 - 1     | USA Casablanca    | Bône       |
| 6 |      | Sfax RS                 | 4 - 1     | JS Djijel         |            |
| 7 |      | Olympique d'Hussein-Dey | 3 - 0     | CA Bizerte        |            |
| 8 |      | US Marocaine            | 2 - 1     | MC Alger          |            |

| Titulaires : |  |
| |  |
| (Maillot Blanc) 1. Bottini 2. Salem 3. Ahmed Nasri "Chinois" 4. Sarouille 5. Pierrot Juncas 6. Moretti 7. Bousseta 8. Cohen 9. Nejar 10. Lahoucine 11. Djillali |  |

| Titulaires : |  |
| |  |
| (Maillot Rouge) 1. Vitalis Emil 2. Mekkioui Abdelkader 3. Kerrouche Boualem 4. Djaker Benaoumeur 5. Kébbir 6. Khitri Ahmed 7. Stambouli 8. Kerrach 9. Belfrak Abdelkader dit "Gaucher" 10. Sadek Lagha 11. Nehari Djaker |  |
| Entraîneur : |  |
| Meflah Aoued |  |

| Titulaires : |  |
| |  |
| (Maillot Blanc) 1. Bottini 2. Salem 3. Ahmed Nasri "Chinois" 4. Sarouille 5. Pierrot Juncas 6. Moretti 7. Bousseta 8. Cohen 9. Nejar 10. Lahoucine 11. Djillali |  |

| Titulaires : |  |
| |  |
| (Maillot Rouge) 1. Vitalis Emil 2. Mekkioui Abdelkader 3. Kerrouche Boualem 4. Djaker Benaoumeur 5. Kébbir 6. Khitri Ahmed 7. Stambouli 8. Kerrach 9. Belfrak Abdelkader dit "Gaucher" 10. Sadek Lagha 11. Nehari Djaker |  |
| Entraîneur : |  |
| Meflah Aoued |  |

### Quarts de finale
- le 7 mars 1948[21]: et[22],[23]:

|                 | Date         | Club                    | Score | Club                    | Lieu          |
| --------------- | ------------ | ----------------------- | ----- | ----------------------- | ------------- |
| 1               |              | USA Casablanca          | 3 - 1 | Sfax RS                 | Oran          |
| 2               |              | AS Saint-Eugène         | 4 - 3 | US Marocaine            |               |
| 3               |              | JSM Philippeville       | 1 - 1 | Olympique d'Hussein-Dey | Philippeville |
| 4               | 14 mars 1948 | CS Hammam Lif           | 1 - 0 | SA Marrakech            | Constantine   |
| Match rejoué le |              |                         |       |                         |               |
| 3               | 21 mars 1948 | Olympique d'Hussein-Dey | 2 - 0 | JSM Philippeville       | Alger         |

### Demi-finales
- le 4 avril 1948[24],[25]:

|                 | Date          | Club            | Score | Club                    | Lieu       |
| --------------- | ------------- | --------------- | ----- | ----------------------- | ---------- |
| 1               |               | USA Casablanca  | 2 - 0 | Olympique d'Hussein-Dey | Casablanca |
| 2               |               | CS Hammam Lif   | 1 - 1 | AS Saint-Eugène         | Tunis      |
| Match rejoué le |               |                 |       |                         |            |
| 2               | 18 avril 1948 | AS Saint-Eugène | 2 - 1 | CS Hammam Lif           | Alger      |

### Finale
La finale joués le 2 mai 1948.
|   | Club           | Score | Club            | Lieu                         |
| - | -------------- | ----- | --------------- | ---------------------------- |
| 1 | USA Casablanca | 6 - 0 | AS Saint-Eugène | Stade Philippe, (Casablanca) |

| Titulaires : |  |
| |  |
| 1. Driss 2. M'jid 3. Almira 4. Recio I 5. Gautheron 6. Mustapha 7. Croisier 8. Abderrahmane 9. Mahdjoub 10. Recio II 11. Chaminan |  |

| Titulaires : |  |
| |  |
| 1. Kaoua 2. Aboulker 3. Oliver 4. Castaldi 5. Stepanoff 6. De Villeneuve 7. Rivas 8. Mazella 9. Benet 10. Bendinelli 11. Gomez |  |

| Titulaires : |  |
| |  |
| 1. Driss 2. M'jid 3. Almira 4. Recio I 5. Gautheron 6. Mustapha 7. Croisier 8. Abderrahmane 9. Mahdjoub 10. Recio II 11. Chaminan |  |

| Titulaires : |  |
| |  |
| 1. Kaoua 2. Aboulker 3. Oliver 4. Castaldi 5. Stepanoff 6. De Villeneuve 7. Rivas 8. Mazella 9. Benet 10. Bendinelli 11. Gomez |  |

| Coupe d'Afrique du Nord Vainqueur 1947-1948 |
| ------------------------------------------- |
| US Athlétique Premier titre                 |